# Colônia Oliveira Machado

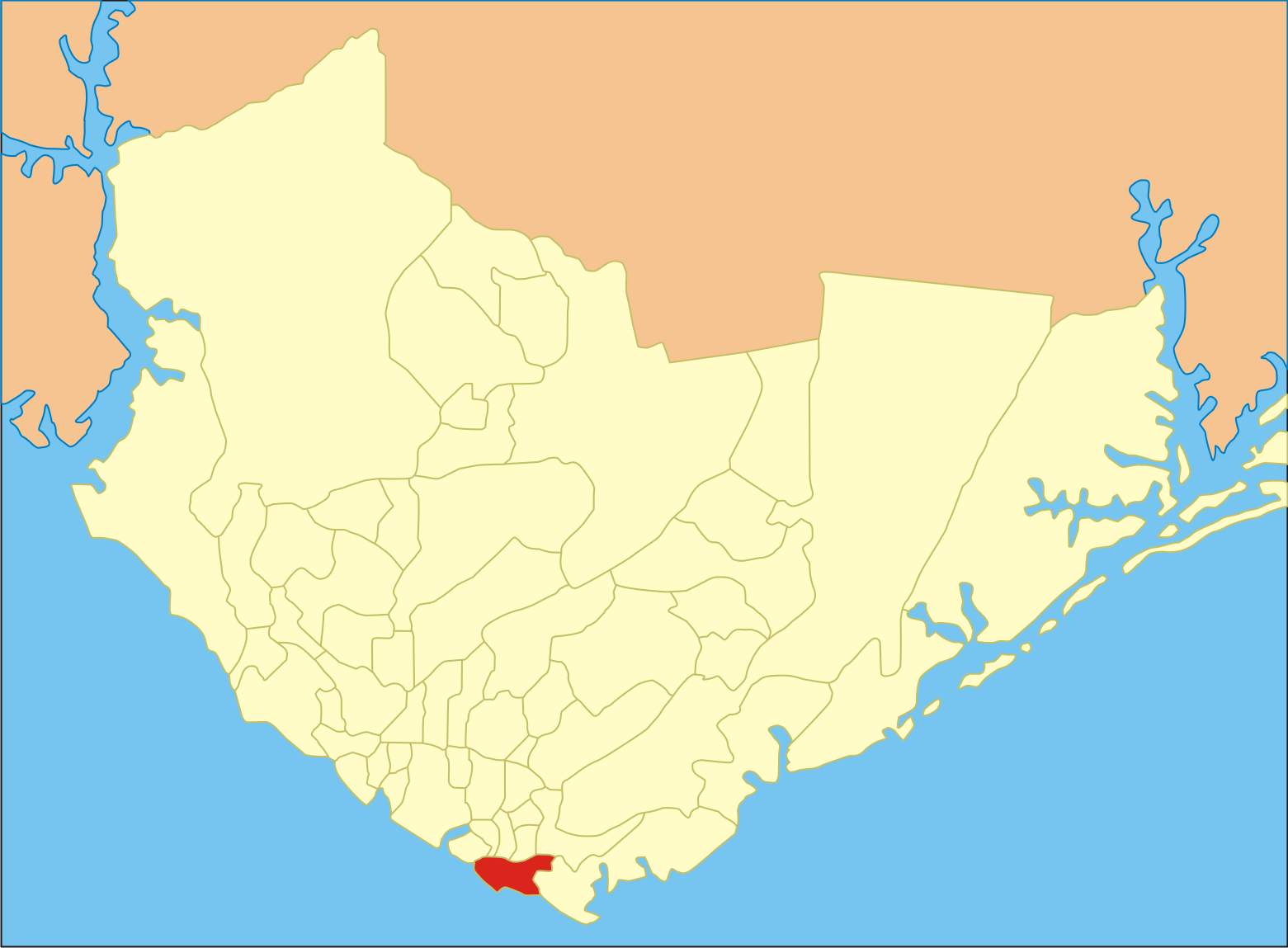
Localização do bairro Colônia Oliveira Machado Zona Sul de Manaus.

Colônia Oliveira Machado é um bairro do município brasileiro de Manaus, capital do estado do Amazonas. Localiza-se na Zona Sul da cidade. De acordo com o censo do Instituto Brasileiro de Geografia e Estatística (IBGE), sua população era de 10.055 em 2017.

## História
Tem sua história fortemente ligada a história do bairro vizinho, Educandos. Assim como seus bairros vizinhos, foi se formando no século XIX com a intensa povoação da Amazônia, especialmente de Manaus por migrantes, vindos em sua maior parte da Espanha. A povoação se intensificou com o período da borracha.
Em 2004, o bairro perdeu cerca de 60% de sua àrea, incluindo residências antigas, para os bairros de Morro da Liberdade e São Lázaro.

## Dados do Bairro
- População: 10.055 moradores